# Empremta digital multimèdia
|  | No s'ha de confondre amb empremta digital. |

L'empremta digital és una eina per tal de defensar els drets d'autor i combatre la pirateria.

## Introducció
En els últims anys, l'aparició i desplegament de serveis relacionats amb l'ús de continguts multimèdia per part d'un nombre cada cop més elevat d'usuaris ha fet que s'adoptin noves estratègies per al transport i protecció de continguts, com podria ser l'empremta digital. La distribució de continguts a canvi d'una transacció econòmica implica moltes vegades que el contingut tingui copyright o drets d'autor i que aquests arxius s'hagin de protegir.
Actualment milions d'usuaris usen la xarxa per tal de compartir material audiovisual entre ells, una gran part a través d'Internet i sobretot a través de programes P2P, on aquest material pot contenir un copyright o drets d'autor que fan que aquest intercanvi pugui resultar il·legal.
D'aquesta manera sorgeixen dues possibilitats per tal d'impedir l'intercanvi il·legal:
- Protecció a priori: Consisteix a impedir que el client pugui realitzar una còpia del material.
- Protecció a posteriori: Consisteix a detectar les còpies fetes del material.

Existeix la convicció a la comunitat científica que la protecció a priori, a la llarga, és vulnerable, ja que es pot donar amb l'algorisme de protecció i, per tant, anul·lar-lo. D'altra banda, el dret legal a fer una còpia de seguretat d'un contingut que s'ha adquirit segons la llei, el dret a instal·lar i d'utilitzar un programa en múltiples ordinadors, o de carregar música en reproductors digitals d'àudio per a gaudir del contingut d'una forma més ample o còmode fa que aquesta protecció generi certs debats legals sobre aquest tipus de proteccions.
D'aquesta manera, en els últims anys, s'ha començat a pensar en la protecció a posteriori com a eina per combatre la pirateria. Aquesta consisteix a inserir un conjunt de bits (marques d'aigua) en els continguts del producte de suport electrònic que es vol protegir sense que això influeixi en la qualitat del producte final. Si aquestes marques contenen informació del comprador, això ens permet identificar-lo i, per tant, detectar el possible responsable de la còpia il·legal. Quan ens trobem en aquest cas parlem d'empremta digital (fingerprinting).

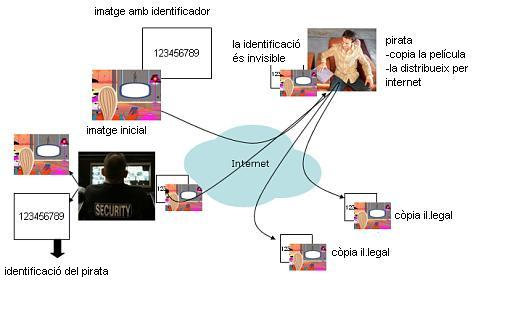
Exemple de localització d'una còpia il·legal de vídeo distribuïda per internet

## Funcionament
L'empremta digital consisteix en la introducció de la identitat del comprador dins de la còpia adquirida. D'aquesta manera, en el cas de trobar una còpia il·legal a la xarxa, es pot saber quin comprador s'ha convertit en possible distribuïdor deshonest.
Les tècniques emprades introdueixen una sèrie de bits imperceptibles sobre un producte de suport electrònic (CD-ROM, DVD…) sense introduir degradació, de manera que es puguin detectar les possibles còpies il·legals.

### Procés de marcatge
La condició del marcatge és que aquesta ha de ser imperceptible. Per exemple, posar una marca visible a un cantó de la imatge (en cas de vídeo o fotos) serveix de poc, ja que la seva eliminació es pot fer amb un simple retall. La marca ha de resistir a possibles transformacions del contingut (propietat de robustesa); en el cas de la imatge, la marca es deu poder extreure encara que aquesta sigui escalada o rotada. La seqüència de bits de la marca té una longitud limitada. La longitud depèn de la capacitat de l'objecte que es vol marcar i de l'algorisme utilitzat per la seva inserció. La capacitat es defineix com el nombre màxim de bits que es poden inserir de forma imperceptible. Per augmentar la robustesa es fa que la marca contingui una certa redundància perquè es puguin tolerar un cert nombre d'errors.

### Assignació de les marques
L'assignació de marques d'empremta digital té dos problemes, donats pel fet que cada còpia venuda porta una marca diferent.
En primer lloc s'ha de tenir en compte que si el nombre de possibles compradors és elevat, l'algorisme utilitzat per marcar ha de tenir una capacitat elevada. L'altre problema són els atacs per confabulació; per exemple dos compradors deshonests podrien comparar [bit] a [bit] les marques del seu producte i generar una còpia amb una marca que no els identifiques. Per a evitar que aquests atacs no tinguin èxit, la marca és una paraula del codi resistent a confabulacions, com el proposat per Dan Boneh i J. Shaw.

## Sistemes d'empremta digital
Les possibilitats d'usar el mecanisme d'empremta digital es classifiquen en tres grups que han aparegut al llarg del temps: simètric, asimètric i anònim.
- Simètric : Aquest és el concepte clàssic d'empremta digital proposat per N. R. Wagner en un article el 1983. Consisteix en el fet que només el venedor intervé en el procés de marcat per tal d'identificar el comprador a partir de la còpia marcada. Aquest mètode té l'inconvenient que deixa al comprador desprotegit, ja que pot ser acusat injustament de distribució il·legal si el venedor dona una còpia a un altre comprador amb la mateixa marca.

- Asimètric : En el procés del marcat intervenen tant el comprador com el venedor per tal d'evitar el frau abans mencionat. En aquest cas el venedor pot identificar el comprador a partir de la marca incrustada però no la pot generar sense ell. El problema d'aquest mètode és que el venedor coneix la identitat del comprador vulnerant així l'anonimat d'aquest. Per tal de resoldre això sorgeix el mecanisme d'empremta digital anònim.

- Anònim: En aquest cas, en el procés de marcat ha d'intervenir una tercera part de confiança que conegui realment la identitat del comprador. D'aquesta manera el venedor desconeix tant la marca com la identitat del comprador, però és capaç d'identificar-lo en cas de redistribució il·legal.

## Consideracions
- En usar tècniques de marques d'aigua s'ha de tenir en compte que tant la posició on inserir la marca com l'algorisme usat per fer-ho dependran del tipus de fitxer que es vol protegir (vídeo, so, imatge, programari...).
- També s'ha de tenir en compte que el producte no ha de patir la inclusió de la marca, i aquesta ha de ser prou robusta com per a mantenir-se en cas de modificació d'aquest, com per exemple, si es marca una fotografia, en editar-la canviant el contrast o la saturació, ha de mantenir la marca.
- Finalment s'han de preveure possibles atacs confabuladors entre diversos compradors que, comparant les seves còpies [bit] a [bit], poden arribar a generar una nova marca a partir de les que tenen ells. D'aquesta manera un bon esquema d'empremta digital ha de disposar d'un algorisme que sigui capaç, en un temps raonable, d'identificar aquests confabuladors.